# Lipe Kosec
Lipe Kosec, Maistrov borec, politični delavec in član organizacije TIGR, * 29. junij 1895, Ljubljana, † 20. september 1995, Ljubljana.

## Življenje in delo
Leta 1915 je bil vpoklican v Avstro-ogrsko vojsko. Boril se je na fronti v Galiciji. Kmalu je dezertiral in se kot ujetnik prijavil v srbsko prostovoljno divizijo. Po vojni je bil borec za severno mejo, potem pa se je kot akviziter zaposlil v ljubljanski operni hiši, tu je ostal vse do 2. svetovne vojne. Politično je deloval v liberalnem taboru, nato v Orjuni, kjer je bil od 1926 v vodstvu za Slovenijo. V borbo proti fašizmu se je vključil sredi leta 1926. Sodeloval je v tajnih akcijah Orjune: v vohunjenju proti italijanskemu konzulatu v Ljubljani, v justifikaciji italijanskega informatorja v vrstah Orjune Egidija Perica (1928) itd. Za antifašistično delovanje Orjune na Primorskem se je bila poleg Dravske divizije v Ljubljani in generalštaba v Beogradu zanimala tudi francoska obveščevalna služba. Kosec je opravljal predvsem operativne naloge na terenu, kjer je med drugim skupaj s Stanetom Brodnikom februarja 1928 napadel menzo karabinjerjev v Selcah. Po prepovedi delovanja Orjune (1929) je nadaljeval delo na Primorskem. V 30-tih letih dvajsetega stoletja je kot član Narodne odbrane deloval v okviru organizacije TIGR. Kot član Narodne odbrane pa je izvrševal predvsem ukaze te organizacije, oziroma vojaškega vrha iz Beograda. Pred začetkom 2. svetovne vojne so bili vzpostavljeni tudi kontakti z britansko obveščevalno službo. Tedaj je skupaj z Ivanom Rudolfom deloval po navodilih obveščevalne službe Združenega kraljestva ne samo na Primorskem, ampak tudi proti Avstriji in Nemčiji. Leta 1940 je na pobudo Ilije Trifunovića, predsednika Narodne odbrane, skupaj z Radom Brodnikom na Brdu pripravljal atentat na regenta kneza Pavla. Po italijanski okupaciji in nevarnosti, da ga fašistična oblast aretira, so mu antifašisti ljubljanskega gledališča pripravili skrivališče v pritličju gledališke delavnice. Tu so ga  13. junija 1942 fašisti odkrili (Po lastnem pripovedovanju je bil izdan, aretiran v gostilni Miklič in odpeljan v Rim na sojenje in v zapor). Do aretacije je sodeloval z Osvobodilno fronto, imel pa je stike tudi z monarhističnimi skupinami. Zaradi predvojnega delovanja ga je fašistično sodišče obsodilo na 24 let zapora. Iz zapora je prišel po kapitulaciji Italije in se povezal s skupino pristašev Draže Mihajlovića. V drugi polovici maja 1945 je bil ponovno aretiran in na procesu proti skupini, ki je imela stike s Plavo gardo oproščen. Od takrat pa politično ni bil več aktiven. Lida Turk, ki je na Radiu Trst A urejala in vodila Četrtkova srečanja je po tonskih zapiskih uredila in z opombami opremila knjigo Nenavadne zgodbe Lipeta Kosca. (COBISS)